# 勝山市
勝山市（日语：／ Katsuyama shi */?）為位於日本福井縣東北部的城市，轄區主要位於兩白山地的勝山盆地內，周邊為多座高度約在一千公尺的山峰所環繞，福井縣最主要的河川九頭龍川自南側進入轄內後，於勝山盆地內轉往西方流向永平寺町及福井市，勝山市的主要市區也位於九頭龍川於盆地內的右岸地區。
1982年起在轄內陸續挖掘出大量的恐龍化石後，恐龍也成為勝山市最知名的代表。

## 人口
1970年代起，勝山市的人口即持續下滑，目前人口數僅有約2萬2千人，為全福井縣人口最少的市級行政區劃。
| 勝山市人口分布圖 |                                               |  |
| 勝山市與日本全國年齡別人口分布比較圖 （2005年資料） | 勝山市的年齡、男女別人口分布圖 （2005年資料） |  |
| ■紫色是勝山市 ■綠色是全国 | ■藍色是男性 ■紅色是女性                       |  |
| 勝山市人口變化 \| 1970年 \| 32,691人 \| \| \| 1975年 \| 31,025人 \| \| \| 1980年 \| 30,852人 \| \| \| 1985年 \| 30,416人 \| \| \| 1990年 \| 29,805人 \| \| \| 1995年 \| 29,162人 \| \| \| 2000年 \| 28,143人 \| \| \| 2005年 \| 26,961人 \| \| \| 2010年 \| 25,466人 \| \| \| 2015年 \| 24,125人 \| \| \| 2020年 \| 22,150人 \| \| |                                               |  |
| 資料來源：日本總務省統計中心提供之人口普查數據 |                                               |  |
| 1970年 | 32,691人                                      |  |
| 1975年 | 31,025人                                      |  |
| 1980年 | 30,852人                                      |  |
| 1985年 | 30,416人                                      |  |
| 1990年 | 29,805人                                      |  |
| 1995年 | 29,162人                                      |  |
| 2000年 | 28,143人                                      |  |
| 2005年 | 26,961人                                      |  |
| 2010年 | 25,466人                                      |  |
| 2015年 | 24,125人                                      |  |
| 2020年 | 22,150人                                      |  |

## 歷史
勝山市的轄區過去在令制國時代屬於越前國大野郡。1580年織田信長重臣柴田勝家獲得越前國的領地後，由其親族柴田勝政負責此地並在此建立勝山城；1583年後，一度改由丹羽長秀的家臣成田道德負責。
17世紀進入江戶時代後，最初本地成為德川家康次男結城秀康的福井藩領地，並由其家臣林定正負責治理勝山，但在1612年結城秀康長子第二代藩主松平忠直遭到處分使得福井藩領地縮減後，勝山一度成為幕府直屬領地，1623年由結城秀康五男松平直基獲封此地成立越前勝山藩，1635年又一度改由結城秀康六男松平直良入主，但隨著松平直良在1644年的改封，勝山再度成為幕府直屬領地。
1691年小笠原氏入主勝山後，越前勝山藩再度被恢復設立，此後直到19世紀末江戶時代結束前，勝山都是小笠原氏越前勝山藩的領地。
19世紀末明治維新實施廢藩置縣後本地改隸屬勝山縣，1871年的第一次府縣整併後改隸屬將原越前國北部整併而成的福井縣，不過在1872年福井縣改採用縣廳所在地的郡名更名為「足羽縣」。
1873年，本地再次隨著足羽縣被併入敦賀縣，不過敦賀縣在1876年也遭到廢除，本地一度被併入石川縣，直到1881年原本敦賀縣的轄區重新恢復設縣，不過重新設立的縣因為縣廳設在福井，因而新縣被命名為福井縣。
1889年日本實施町村制，現在的勝山市轄區在當時分屬平泉寺村、豬野瀨村、勝山町、村岡村、北谷村、野向村、荒土村、北鄉村、鹿谷村、遲羽村共十個行政區劃，先是豬野瀨村在1931年被併入勝山町，勝山町於1954年再與其餘的八個行政區劃合併為現在的勝山市。

## 交通

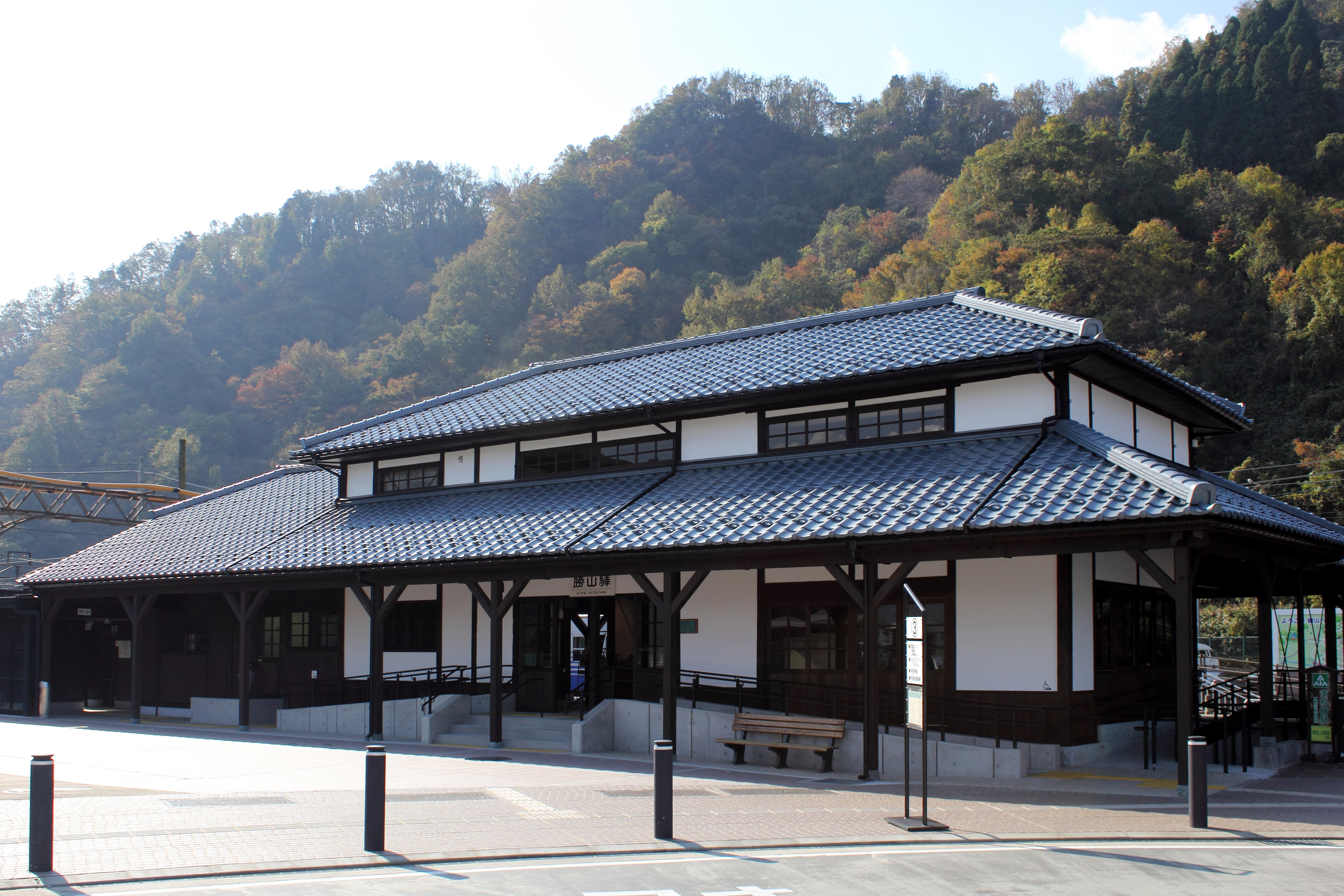
勝山車站

進入轄內唯一的鐵路路線是自福井市福井車站沿著九頭龍川南岸，經永平寺町通至市內的越前鐵道勝山永平寺線，其終點站為勝山車站，不過勝山車站並未位於勝山市的市區中，而是位於九頭龍川左岸，自市區須穿過九頭龍川上的勝山橋才能抵達車站。自勝山車站有京福巴士、勝山市社區巴士、觀光巴士的客運路線可進入市區及市內各地。同時在勝山車站約每半小時有一班車可前往福井車站，車程約需一個小時。
高速公路中部縱貫自動車道同樣自位於福井市的北陸自動車道福井北系統交流道往東沿著九頭龍川進入轄內，並設有勝山交流道，目前經中部縱貫自動車道往南可通至大野市，預計在2023年後將可經岐阜縣通至長野縣松本市 ，並可轉入東海北陸自動車道和長野自動車道。

### 鐵路
- 越前鐵道
  - 勝山永平寺線：（←永平寺町） - 保田車站 -  發坂站 - 比島車站 - 勝山車站

### 公路
高速公路
- 中部縱貫自動車道：（大野市） - 勝山交流道（日语：勝山インターチェンジ (福井県)） - （永平寺町）

## 觀光資源

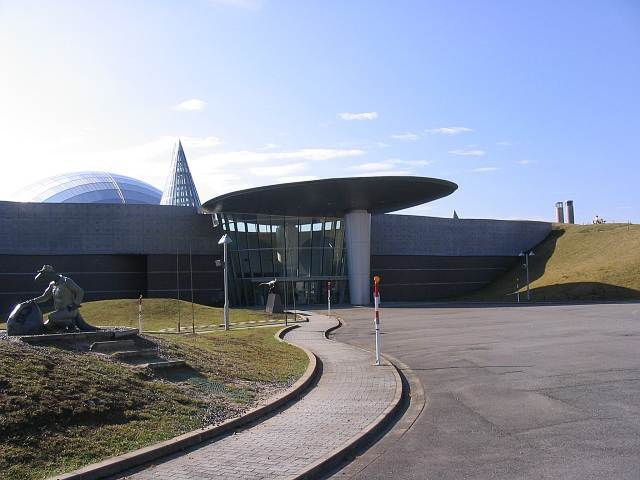
福井縣立恐龍博物館

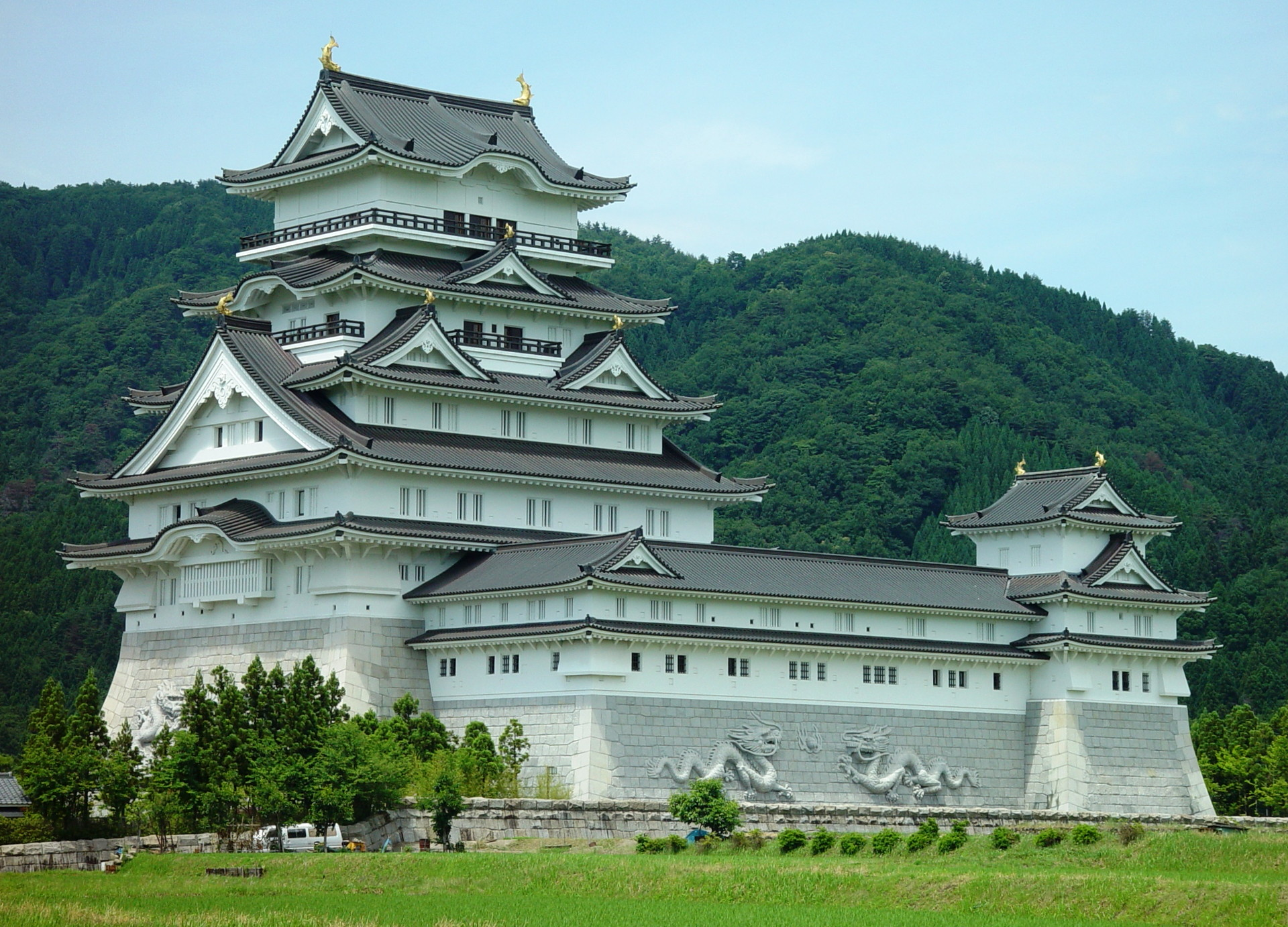
勝山城博物館

由於勝山市內發掘出大量恐龍化石，因此恐龍成為勝山最主要的觀光主題，整個勝山市現在都被劃為恐龍溪谷福井勝山地質公園，在市區北側的長尾山也設立了以恐龍為主題的都市公園－勝山恐龍之森，園區內也有以恐龍為主題的福井縣立恐龍博物館。
位於現今市區南側的勝山城雖然在19世紀末後因不再使用而逐漸毀壞，最終在1960年代已完全遭到拆除；不過1992年在勝山出身企業家的贊助下，在勝山城原址興建了勝山城博物館，其外觀也是一座以鋼筋混凝土仿建的日式城堡。
轄區東部的山區則分別被劃入白山國立公園及奧越高原縣立自然公園，六呂師高原也是福井縣內唯一的火山地形，在此區域內有兩個凹處形成了池原濕原及妻平濕原，六呂師高原內野在1980年代後開發了六呂師溫泉。

## 姊妹、友好城市

### 海外
- 亞斯本（美國科羅拉多州皮特金郡）

## 備註
1. ↑  於1871年第一次設立的福井縣，與現在的福井縣沒有直接關係。
2. ↑  於1881年第二次設立的福井縣，與1871年設立的福井縣沒有直接關係。

## 外部連結
- （日語） チャマゴンのつぶやき（勝山市官方）的X（前Twitter）
- （日語） 勝山市役所　PR室的Facebook專頁
- （日語） 福井観光指引勝山 （页面存档备份，存于）